# Globba praecox
Globba praecox là một loài thực vật có hoa trong họ Gừng. Loài này được K.J.Williams & Paisooks. mô tả khoa học đầu tiên năm 2005.